# 西莫日河
西莫日河发源于西藏自治區林芝市墨脱县墨脱镇境内的崩崩拉南麓，自西向東注入雅魯藏布江，河长约51千米，流域面积637平方千米，流域多年平均年降水量在3500毫米左右，流域多年平均年径流量约15.9亿立方米；水力资源理论蕴藏量20.7万千瓦，上游地区分布有玛仁错等大小湖泊12个。